# Торгом II
Торгом II (арм. Թորգոմ Բ, в миру Аветис Манукян; 16 февраля 1919 года, лагерь беженцев вблизи города Бакуб, Ирак — 12 октября 2012 года, Иерусалим, Израиль) — 96-й Иерусалимский патриарх Армянской Апостольской Церкви (1990—2012).

## Биография
Окончил начальную армянскую школу Святых переводчиков в Багдаде, семинарию Армянского патриархата Св. Акоба (Иакова) в Иерусалиме.
- 1936 г. был рукоположен в диаконы патриархом, архиепископом Торгомом Кушагяном. По его рукоположению 23 июля 1939 г. был наречен именем Торгом.
- 1939—1946 гг. — на различных должностях в Армянской патриархии: в составе совета Патриархата, а также в семинарии. Редактирование официального журнала «Сион».
- 1946—1951 гг. — настоятель Армянской церкви Святой Троицы в Северной Филадельфии, штат Пенсильвания (США).
- 1951—1954 гг. — генеральный викарий Восточной епархии Америки со штаб-квартирой в Нью-Йорке.
- 1954—1960 гг. — декан семинарии в Иерусалиме, возглавлял канцелярию Патриархии.
- 1960—1962 гг. — в аспирантуре Духовной епископальной школы в Кембридже, штат Массачусетс (США).
- 1962—1966 гг. — предстоятель Западной епархии Армянской Церкви Америки с резиденцией в Лос-Анджелесе; епископ Святого престола Эчмиадзина, Армении.
- 1966—1990 гг. — предстоятель Восточной епархии Армянской Церкви Америки.
- 1968 г. — возведён в сан архиепископа.
- с 1990 г. — Армянский патриарх Иерусалима.
- 1994—1995 гг. — после смерти Католикоса Вазгена I, Местоблюститель Святого Эчмиадзинского Престола.

Являлся членом Совета Национального Совета Церквей Христа в США, и был председателем совета директоров общества «Религии в американской жизни»; был членом совета директоров Фонда «Призыв совести». В Нью-Йорке были изданы книги патриарха Торгома «Гибель Армянской Церкви в результате Геноцида» (1972) и «Гений Комитаса» (1985).
После разрушительного Спитакского землетрясения 1988 г. Торгом сыграл важную роль в координации международных усилий, направленных Фондом армянской помощи на организацию финансовой и материальной поддержки пострадавших и процесса восстановления.

## Награды
- Медаль «Вифлеем-2000» (Палестинская национальная администрация, 2000)[1].
- Орден Святого Месропа Маштоца (Армения, 12 февраля 2010) — за многолетнее самоотверженное и плодотворное служение Армянской Апостольской Святой Церкви и армянскому народу по случаю 20-летия своей интронизации, а также дня рождения[2]
- Почётная медаль острова Эллис[3]